# Alena Zavarzina
Alena Zavarzina (n. 27 mai 1989, Novosibirsk, RSFS Rusă, URSS) este o sportivă ce a reprezentat Rusia, medaliată olimpică. A participat la 2 ediții ale Jocurilor Olimpice (2010, 2014) în care a câștigat o medalie de bronz.